# Langbank
Langbank är en ort i Storbritannien.   Den ligger i kommunen Renfrewshire och riksdelen Skottland, i den nordvästra delen av landet, 600 km nordväst om huvudstaden London. Langbank ligger 54 meter över havet och antalet invånare är 884.
Terrängen runt Langbank är kuperad åt nordväst, men åt sydost är den platt. En vik av havet är nära Langbank åt nordväst. Runt Langbank är det tätbefolkat, med 397 invånare per kvadratkilometer. Närmaste större samhälle är Paisley, 14,3 km sydost om Langbank. Trakten runt Langbank består i huvudsak av gräsmarker.